# 小行星1831
小行星1831（1831 Nicholson）是一颗围绕太阳公转的小行星。1968年4月17日，保羅·維爾特在齐美尔瓦尔德发现了此天体。
該小行星以美國天文學家塞思·尼科爾森命名。
这颗小行星的绝对星等为183.18879等。